# Барановська Наталія Петрівна
Наталія Петрівна Барановська (нар. 15 липня 1948, Махачкала) — український історик, дослідниця новітньої історії України, доктор історичних наук.

## Біографія
Народилася 15 липня 1948 року в місті Махачкалі. 1973 року закінчила історичний факультет Київського державного університету. У 1967–1975 роках — лаборант, молодший науковий співробітник, у 1975–1984 роках — науковий співробітник, з 1984 року — старший науковий співробітник відділу історії розвинутого соціалізму та сучасної історії України, з 2002 року — старший науковий співробітник відділу новітньої історії та політики Інституту історії України НАН України. У 1982 році, під керівництвом доктора історичних наук В. Ф. Панібудьласка, захистила кандидатську дисертацію на тему: «Роль преси України у зміцненні дружби народів СРСР. 1966—1975 рр.». У 2006 році, під керівництвом доктора історичних наук Г. В. Касьянова, захистила докторську дисертацію на тему: «Чорнобиль в новітній історії України: влада і суспільство».

## Наукова діяльність
Досліджувала суспільно-політичний та економічний стан України, її місце в інтеграційних народногосподарських процесах після Другої світової війни, Чорнобильську катастрофу в долі України. Головний упорядник збірників:
- «Чорнобиль: проблеми здоров'я населення: Збірка документів і матеріалів» (Київ, 1995);
- «Чорнобильська трагедія: Збірка документів і матеріалів» (Київ, 1996).

Основні праці:
- Испытание Чернобылем. — Київ, 2016
- Життєвий простір України: політичний та гуманітарний виміри (1991—2010 роки). — Київ, 2012 (у співавторстві)
- Чорнобильська трагедія. Нариси з історії. — Київ, 2011
- Національна академія наук України 1918—2008. До 90-річчя від дня заснування. — Київ, 2008 (у співавторстві)
- Державотворчий процес в Україні 1991—2006. — Київ, 2007 (у співавторстві)
- Нарис історії України ХХ століття. — Київ, 2005 (у співавторстві)
- Чорнобильська катастрофа: під іншим кутом зору. — Київ, 2004 (у співавторстві)
- Чорнобильська катастрофа в публікаціях. — Київ, 2004
- Україна: Утвердження незалежної держави (1991—2001). — Київ., 2001 (у співавторстві)
- Соціальні та економічні наслідки Чорнобильської катастрофи. — Київ, 2001
- Об'єкт «Укриття»: Проблеми, події, люди. — Київ, 2000
- Україна — Чорнобиль — світ: чорнобильська проблема у міжнародному вимірі 1986—1999 рр. — Київ, 1999
- Печать Советской Украины — пропагандист дружбы народов СССР. — Київ, 1983

## Відзнаки
Лауреат премії імені М. І. Костомарова НАН України (за 2002 рік), нагороджена Почесною відзнакою Міністерства України з питань надзвичайних ситуацій та у справах захисту населення від наслідків Чорнобильської катастрофи (2006).